# Dariush Borbor
Dariush Borbor (persan داریوش بوربور), né à Téhéran, Iran, le 28 avril 1934), est un architecte, urbaniste, designer, sculpteur, peintre, savant et homme de lettres irano-français,,. En 1963, il crée son propre cabinet sous le nom de «Borbor Conseils en Architecture, Ingénierie et Urbanisme ».
Dès 1965, Borbor était décrit par Anthony Krafft, le critique suisse d’architecture, « comme l’un des architectes les plus imaginatifs, il est peut-être sur la voie de créer un style iranien d’architecture du 20e siècle ». Il a été surnommé en 1972 par Michel Ragon, critique français d’architecture comme « l’architecte à la recherche d’un style d’architecture iranien moderne ». En 1976, il met en place Sphere Iran, un consortium de quatre cabinets de conseil spécialisé, qui propose un plan directeur national pour l’environnement. 
En 1992, il crée l'Institut de recherche et bibliothèque d’études iraniennes dont il est le directeur.
Borbor est largement considéé comme le doyen de l;architecture moderne et des études iraniennes; l’un des architectes avant-garde du mouvement modern,,, appelé par d’autres en Iran, le « père de l’urbanisme moderne »,,, une figure clé dans la promotion et l’établissement du Haut Conseil d’urbanisme (1966, persan شورای عالی شهرسازی ),.
Il a gagné de nombreux concours et a été récipiendaire de plusieurs prix internationaux dont le Gold Mercury International Award d’Italie, 50 Architectes Prééminents dans le Monde à la Deuxième Triennale de l’architecture mondiale de Belgrade et le Prix Royal Pahlavi.

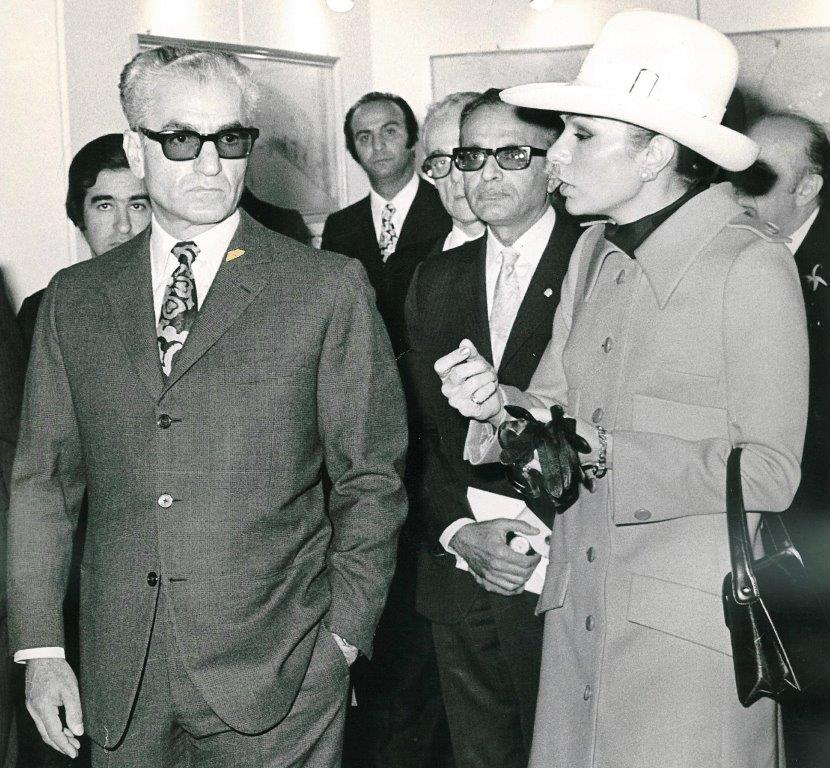
Tehran 1966, Le Shah d'Iran et la Reine Farah visitent le Haut Conseil d'Urbanisme; sont présents Hoveyda (Premier Ministre), Badi (Directeur de HUPC), Ziya'i (Sénateur), Iranpour, et Borbor (Conseil en Urbanisme)

## Enfance et études (1934-1959)
Dariush Borbor est né le 28 avril 1934 à Téhéran, Iran, d’une famille noble et tribale iranienne. Son père, Gholam Hossein khan Borbor (persan : غلامحسین خان بوربور), était l’un des directeurs de la branche iranienne de l’ancienne Anglo-Iranian Oil Co., membre du Parlement, ambassadeur itinérant et l’un des fondateurs de la Grande Loge d’Iran. Borbor a fait son école primaire en Iran. À douze ans (1947), il part au Royaume-Uni pour faire ses études secondaires. Il obtient par la suite son Baccalauréat de l’Université de Cambridge (1952), un diplôme d'État d'Architecte (1958) et une Maîtrise en Urbanisme (1959), tous deux de l’Université de Liverpool.
 
Il s’est ensuite spécialisé en architecture des régions chaudes et sèches à l’Université de Genève (1959) où il rédige sa thèse sous la direction de l’éminent architecte français, Eugène Beaudouin.

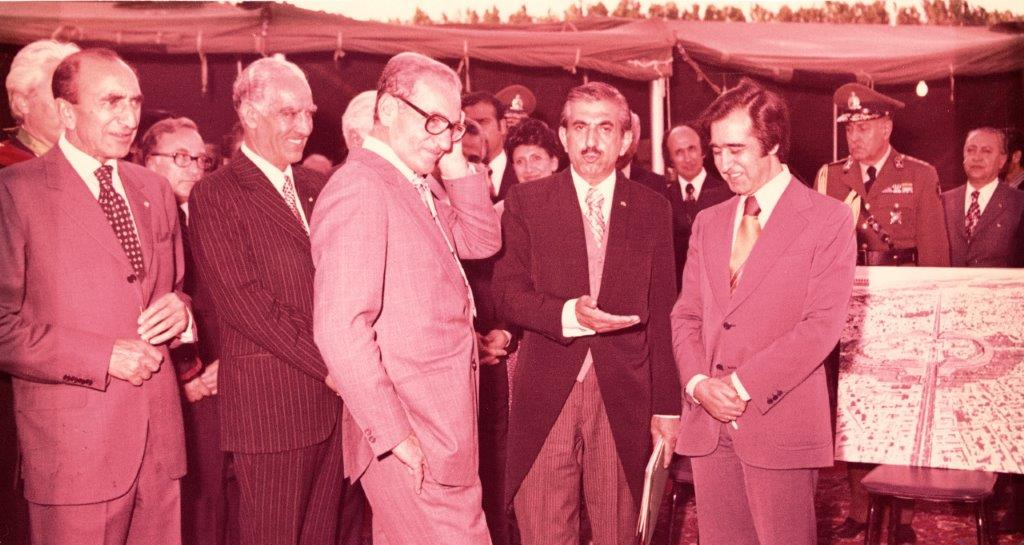
Mechhed 1974, présentation du projet de renouvellement urbain du centre-ville de Mechhed auprès du Shah par Dariush Borbor, architecte-urbaniste

## Carrière

### Vie professionnelle 1959-1961
Pendant qu’il travaillait sur son doctorat, Borbor a collaboré avec l’urbaniste suisse Arnold Hoechel et les architectes Frei Hunziker, Architectes Associés sur plusieurs projets dont les premières pistes de bowlings automatiques en Europe construit dans la commune de Meyrin à Genève et à Beyrouth, Liban.

### Vie professionnelle 1961-1978
En 1961, Borbor rentre à Téhéran en tant que directeur technique adjoint d’Iran Rah, la plus grande entreprise de construction de son temps en Iran. En 1963, il crée son propre cabinet sous le nom de Borbor Conseils en Architecture, Ingénierie et Urbanisme. En tant que président et directeur général, il le développe et Borbor Conseils devient une organisation multidisciplinaire qui comprend plusieurs départements internes :’architecture, urbanisme, environnement, génie civil, calcul statique, ingénierie mécanique, électrique et architecture d’intérieur. L’entreprise emploie un grand nombre de personnel multi-national hautement qualifié et comprend des succursales dans plusieurs grandes villes d’Iran,.

### Vie professionnelle 1978-1991
Quelques mois avant la révolution iranienne (1978), Borbor s’installe à Paris, où il fonde le Borbor International Management Consultants (BIMC) auprès des architectes, ingénieurs, urbanistes. BIMC offre une activité de conseil, gestion et documentation aux architectes, ingénieurs, urbanistes et aux entreprises de bâtiments. Six ans plus tard (1984), il déménage à Los Angeles en Californie où il continue ses activités de conseil en architecture mais participe également à des recherches sur des sujets iraniens et persans.

### Vie professionnelle depuis 1991
En 1991 Borbor retourne en Iran et crée l'Institut de Recherche et la Bibliothèque d’Etudes iraniennes (RILIS): une organisation privée, indépendante, à but non lucratif consacrée à la promotion de la recherche dans le domaine des études iraniennes et persanes avec un accent particulier sur des sujets créatifs et originaux,.Il est consultant et contributeur actif à l'Encyclopaedia Iranica.

## Prix et Distinctions
- 1958, Prix "Working Details", Architect’ Journal, Londres, Royaume-Uni[28].
- 1959, Premier Prix, Concours d’idées pour un quartier de Liverpool, Faculté d’Urbanisme, Université de Liverpool, Royaume-Uni[29].
- 1965, Premier Prix, Projet du Pavillon Persan, Los Angeles, Californie.
- 1975, Prix Gold Mercury International, Rome, Italie[30].
- 1976, Prix NIOC, station balnéaire, Côte Caspienne, Mahmoudabad, Iran.
- 1976, Premier Prix, Centre Commercial (Bazaar Reza, Persan بازار رضا) de 2200 magasins, Mechhed, Iran[31].
- 1976, Premier Prix, monument, Mechhed, Iran
- 1977, Premier Prix, Le Temple du Grand Loge d’Iran, Téhéran, Iran[31].
- 1978, Prix Royal Pahlavi, pour la conception, la construction et la gestion du Centre Commercial (Bazaar Reza, Persan بازار رضا) de 2200 magasins en un temps record de onze mois[32].
- 1988, 50 Architectes Prééminents dans le Monde, la Deuxième Triennale de l’Architecture Mondiale à Belgrade[33].
- 2020, Chevalier de l'Ordre des Arts et des Lettres[34]
- 2021, Dariush Borbor nommé comme anciens universitaire notables de l'Université de Liverpool par EduRank[35]
- 2022, Dariush Borbor nommé comme l'anciens universitaires les plus influents de l'Université de Liverpool[36]
- 2023, Prix des anciens élèves de l'Université de Liverpool.

## Sélection de Projet et Bibliographie

### Architecture
- 1967, Palais de Patinoire, centre de récréation, Avenue Pahlavi, Téhéran[37].
- 1971, Monument, Mechhed (démoli en 2007)[38].
- 1976, Musée et Bibliothèque, Mechhed, Iran[39].

2023, University of Liverpool 2023 Alumni Award.

### plans directeurs régionaux
- 1963-1966, Plan directeur de la région Nowshahr-Chalus[40].
- 1964-1965, Plan directeur régional de la Côte Caspienne[41].
- 1969-1973, Plan directeur de la région Abadan-Khoramshahr[14].

### Plans d'urbanisme et d'aménagements paysagers
- 1968, Projet de renouvellement urbaine du centre-ville de Mechhed[42].
- 1968, Reconstruction post-tremblement de terre de la ville de Kakhk[43].
- 1976, Centre Commercial Bazaar Reza, Mechhed[44].

## Galerie

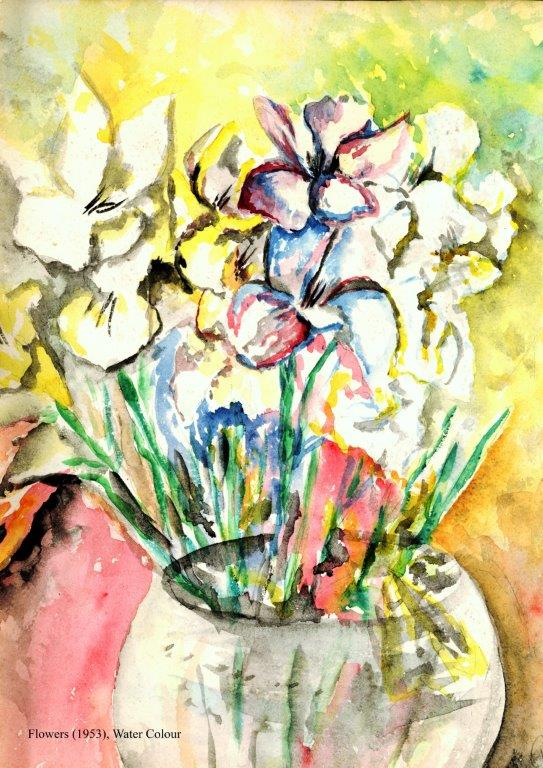
1953, “Fleurs”, aquarelle sur papier (30 cm x 22 cm) par Dariush Borbor
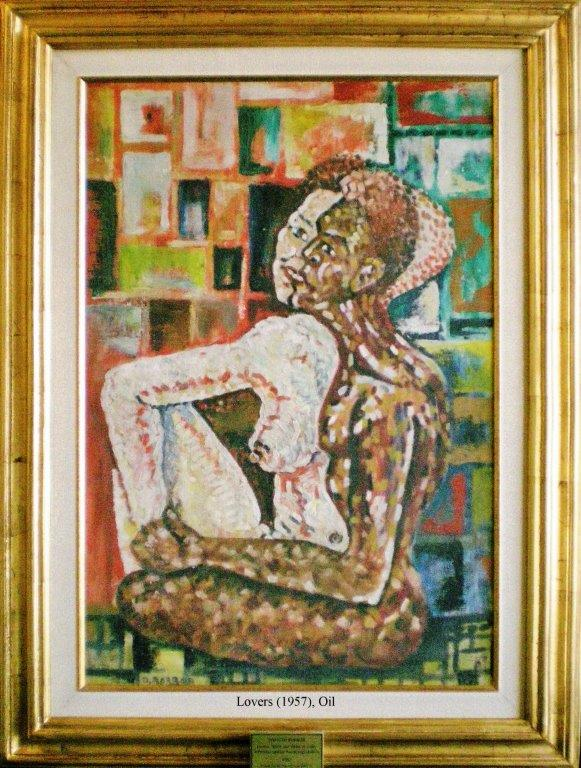
1957, “Amoureux, Noirs et Blancs Unis”, huile sur toile (60 cm x 46 cm) par Dariush Borbor, offert à Nelson Mandela en 2007, l’année du 50e anniversaire du tableau